# Dimitri Vegas & Like Mike
Dimitri Vegas & Like Mike (nebo také pod zkratkou DVLM) je řecko-belgické DJ duo tvořené dvěma bratry (Dimitri a Michael Thivaiosovi). Hrají především electro house, big room house a progressive house. Mezi jeijch největší skladby patří např. "Tremor" ( s Martinem Garrixem), "The Hum" (s Ummetem Ozcanem) nebo "Reapeat After Me" (s W&W a Arminem van Buurenem). Momentálně zastupují 2. místo v každoročním hlasováním TOP 100 DJs časopisu DJ Mag. V roce 2015 a 2019 tento žebříček vyhráli. V roce 2010 založili hudební label Smash The House, který dodnes vlastní a v roce 2018 společně s americkým DJem Stevem Aokim vytvořili trio 3 Are Legends.

## Začátky kariéry
Oba se narodili ve Willebroeku (mezi Bruselem a Antverpami) řeckým imigrantům. Než se stali jedni z nejlepších DJů světa, začínali jako deváťáci v malých klubech a rádiu BeatFM radio DJ. Jelikož je mezi nimi věkový rozdíl 3 let, každý začal v jiném roce. V roce 1999 opustili Belgii a začali vystupovat po Evropě. Našli si bydlení na Mallorce (největší ostrov Baleár), ve Španělsku. Následně se přestěhovali na řecký ostrov Halkidiki. Nakonec se vrátili roku 2003 na Baleáry na Ibizu. Tam začali hrát v prestižních klubech (např. Privilege and Space).
V roce 2010 se poprvé zúčastnili možná největšího festivalu elektronické hudby, na Tomorrowlandu a hned se stali hlavními tahouny. Bylo jim dokonce umožněné vytvořit hymnu tohoto festivalu. Vytvořili ho za spolupráce s Dada Lifem a Tarou McDonaldová a pojmenovali ho Tomorrow (Give Into the Night). O rok později skládali hymnu na ročník "The Way We See The World" společně s Afrojackem a Nervo. Následovali hymny pro rok 2012 "Tomorrow Changed Today" a 2013 "Chattahoochee". Poslední jmenovaný singl byl vydán pod labely Smash The House a Spinin' Records.

## Členové
Dimitri Thiavios (*16. května 1982)
Michael Thiavios (3. prosince 1985)

## Umístění v DJ Magu
2011: 79. místo (první úmístění)
2012: 38. místo
2013: 6. místo
2014: 2. místo
2015: 1. místo
2016: 2. místo
2017: 2. místo
2018: 2. místo
2019: 1. místo
2020: 2. místo

## Diskografie

### Společné

#### Skladby
| Jméno skladby                   | Další umělci                                         | Rok  |
| ------------------------------- | ---------------------------------------------------- | ---- |
| Liguid Skies                    | DNM, Jade                                            | 2009 |
| Hello                           | MoDid                                                | 2009 |
| Control                         | DNM, diMaro                                          | 2009 |
| Under the Water                 |                                                      | 2009 |
| Tomorrow (Give in to the Night) | Dada Life, Tara McDonald                             | 2010 |
| Drop That                       | Albin Myers                                          | 2010 |
| Deeper Love                     | VanGosh                                              | 2010 |
| Pump Up The Jump                | Technotronic                                         | 2010 |
| Salinas                         |                                                      | 2010 |
| The Underdog                    | Andy Taylor                                          | 2010 |
| Dope Demant                     |                                                      | 2010 |
| The Way We See The World        | Afrojack, Nervo                                      | 2011 |
| Madagascar                      | Yves V, Angger Dimas                                 | 2011 |
| Generation X                    |                                                      | 2011 |
| Rej                             |                                                      | 2011 |
| Tomorrow Changed Today          | The Wav.s, Kelis                                     | 2012 |
| Momentum                        | Regi                                                 | 2012 |
| Dream Together                  | Eva Simons                                           | 2012 |
| Loops and Tings                 | Yves V                                               | 2012 |
| Phat Brahms                     | Steve Aoki, Annger Dimas                             | 2012 |
| Madness                         | Coone, Lil Jon                                       | 2013 |
| Wakanda                         |                                                      | 2013 |
| Mammoth                         | Moguai                                               | 2013 |
| Chattahoochee                   |                                                      | 2013 |
| Project T                       | Sander van Doorn                                     | 2013 |
| Chattahoochee                   |                                                      | 2013 |
| Find Tomorrow (Ocarina)         | Wolfpack, Katy B                                     | 2013 |
| G.I.P.S.Y.                      | Boostedkids                                          | 2013 |
| Stampede                        | DVBBS, Borgeous                                      | 2013 |
| Turn It Up                      | GTA, Wolfpack                                        | 2013 |
| More                            | Laidback Luke                                        | 2013 |
| Ocarina                         | Wolfpack                                             | 2013 |
| Tremor                          | Martin Garrix                                        | 2014 |
| Eparrei                         | Diplo, Fatboy Slim, Bonde de Rolê, Pin               | 2014 |
| Waves                           | W&W                                                  | 2014 |
| Body Talk (Mammoth)             | Moguai, Julian Perretta                              | 2014 |
| Nova                            | Tujamo, Felguk                                       | 2014 |
| Check This Out                  | Born Loud                                            | 2014 |
| Feedback                        | Steve Aoki, Autoerotique                             | 2014 |
| Tales Of Tomorrow               | Fedde le Grand, Julian Perreta                       | 2015 |
| Louder                          | Vinai                                                | 2015 |
| The Hum                         | Ummet Ozcan                                          | 2015 |
| Higher Place                    | Ne-Yo                                                | 2015 |
| Hands Up (van Gogh)             | Afrojack                                             | 2016 |
| Million                         | Brennan Heart                                        | 2016 |
| The Island                      |                                                      | 2016 |
| Roads                           | Deniz Koyu                                           | 2016 |
| Meet Her At Tomorrowland        | Da Hool                                              | 2016 |
| Jaguar                          | Ummet Ozcan                                          | 2016 |
| Leaves                          |                                                      | 2016 |
| Insanity                        | Blasterjaxx                                          | 2016 |
| Arcade                          | W&W                                                  | 2016 |
| Melody                          | Steve Aoki, Ummet Ozcan                              | 2016 |
| Stay a While                    |                                                      | 2016 |
| Hey Baby!                       | Diplo, Dabt's Daughter, Kid Ink                      | 2016 |
| He's Pirate!                    | Hans Zimmer                                          | 2017 |
| Ready For Action                |                                                      | 2017 |
| Complicated                     | David Guetta, Kiiara                                 | 2017 |
| Crowd Control                   | W&W                                                  | 2017 |
| Slown Down                      | Quintino, Boef, Ali B, Ronnie Flex, I Am Aisha       | 2018 |
| Patser Bounce                   | Quintino                                             | 2018 |
| The House Of House              | Vini Vici, Cherrymoon Trax                           | 2018 |
| All I Need                      | Gucci Mane                                           | 2018 |
| When I Grow Up                  | Wiz Khalifa                                          | 2018 |
| Unity                           | Hardwell                                             | 2018 |
| Repeat After Me                 | W&W, Armin van Buuren                                | 2019 |
| Daar gaat ze (Nooit verdient)   | Frenna                                               | 2019 |
| Selfish                         | Era Istrefi                                          | 2019 |
| B.F.A. (Best Friend's Ass)      | Paris Hilton                                         | 2019 |
| Instagram                       | David Guetta, Afro Bros, Natti Natasha, Daddy Yankee | 2019 |
| Boomshakalaka                   | Afro Bros, Sebastián Yatra, Camilo, Emilia           | 2019 |
| Untz Untz                       | Vini Vici, Liquid Soul                               | 2019 |
| Turn Up                         | John Christian                                       | 2019 |
| K20                             | Angemi                                               | 2019 |
| Boing                           | Quintino, Mad M.A.C.                                 | 2019 |
| Mortal Kombat (Anthem)          | Bassjackers, 2WEI                                    | 2019 |
| Everybody Clap                  | Nicky Romero                                         | 2019 |
| The Flight                      | Bassjackers, D'Angello a Francis                     | 2019 |
| Beast (All As One)              | Ummet Ozcan, Brennan Heart                           | 2019 |
| The Anthem (Der Alte)           | Timmy Trumpet                                        | 2020 |
| Say My Name                     | Regard                                               | 2020 |
| Christmas Time                  | Armin van Buuren, Brennan Heart, Jeremy Oceans       | 2020 |
| The Chase                       | Quintino                                             | 2020 |
| Happy Together                  | Bassjackers                                          | 2020 |
| Clap Your Hands                 | W&W, Fedde le Grand                                  | 2020 |
| Get In Trouble (So Wat)         | Vini Vici                                            | 2020 |
| Do It!                          | Kim Loiaza, Azteck                                   | 2020 |
| Back To the Oldschool           | Quintino                                             | 2021 |
| So Much                         | DVBBS, Roy Woods                                     | 2021 |
| We Love Hardcore                | Scooter                                              | 2021 |

#### Remixy
| Skladba                     | Spoluautor remixu     | Původní autor                                                                    | Rok  |
| --------------------------- | --------------------- | -------------------------------------------------------------------------------- | ---- |
| Work That Body              |                       | Dave Lambert & Housetrap                                                         | 2008 |
| Universal Nation            |                       | Push                                                                             | 2008 |
| Acid                        |                       | David Tort                                                                       | 2008 |
| Leave the World Behind      | SHM Dark Forest       | Swedish House Mafia, Laidback Luke, Deborah Cox                                  | 2009 |
| Time Like These             |                       | Albin Myers                                                                      | 2009 |
| Groove On                   |                       | Timati, Snoop Dogg                                                               | 2009 |
| Loaded Gun                  |                       | Regi, Tyler                                                                      | 2009 |
| Something Phat              |                       | Pedro Mercado, Karada                                                            | 2009 |
| The Music and Me            |                       | Lissat & Voltaxx, Betty Bizarre                                                  | 2009 |
| Dubai                       |                       | Philip Jensen                                                                    | 2009 |
| Love Inside                 |                       | John Alback, Andy P                                                              | 2010 |
| Fire Wires                  |                       | Cosmic Gate                                                                      | 2010 |
| Who Knows                   |                       | Spencer & Hill                                                                   | 2010 |
| Take It Off                 |                       | Regi, Kaya Jones                                                                 | 2010 |
| Satisfaction                |                       | Benny Benassi                                                                    | 2010 |
| Alcoholic                   |                       | Avicii                                                                           | 2010 |
| Love Vibrations             |                       | Dada Life                                                                        | 2010 |
| Tik Tok                     |                       | Bob Sinclair, Sean Paul                                                          | 2010 |
| Side by Side                |                       | Provenzano, Andy P                                                               | 2010 |
| Work This Pussy             |                       | Dani L. Mebium, Billy The Kit                                                    | 2010 |
| Look Into Your Heart        |                       | Max Vangeli, Max C                                                               | 2010 |
| Your Fire                   |                       | Basto                                                                            | 2010 |
| You're Not Good For Me      |                       | Super Beez                                                                       | 2010 |
| One Look                    |                       | David Tort, Gosha                                                                | 2011 |
| Champagne Showers           |                       | LMFAO                                                                            | 2011 |
| Marry the Night             |                       | Lady Gaga                                                                        | 2011 |
| Jägerbomb                   |                       | Rilley & Durant                                                                  | 2011 |
| Shed My Skin                | Yves V                | D*Note                                                                           | 2012 |
| Watch Out For This (Bumaye) |                       | Major Lazer, Busy Signal, The Flexican, FS Green                                 | 2013 |
| Rock Your Body Rock         |                       | Ferry Corsten                                                                    | 2013 |
| Eat, Sleep, Rave, Repeat    | Ummet Ozcan           | Fatboy Slim, Riva Starr, Beardymann                                              | 2013 |
| Scream For Love             |                       | Natali Yura                                                                      | 2013 |
| Get Away                    |                       | Alex Hide                                                                        | 2013 |
| Miracle                     |                       | Wolfpack, Coco Star                                                              | 2013 |
| I Am                        | Wolfpack, Boostedkids | Sick Inviduals, Axwell, Taylor Renee                                             | 2014 |
| Born to Get WIld            | Boostedkids           | Steve Aoki, will.i.am.                                                           | 2014 |
| A Little Bit of Love        |                       | Cherry Cherry Boom Boom                                                          | 2014 |
| Spending All My Time        |                       | Perfume                                                                          | 2014 |
| Do You Want Me              |                       | Felix                                                                            | 2015 |
| Heading Up Hight            | Boostedkids           | Armin van Buuren, Kensighton                                                     | 2016 |
| Café del Mar 2016           |                       | MATTN, Futuristic Polar Bears                                                    | 2016 |
| Café del Mar 2016           | Klaas                 | MATTN, Futuristic Polar Bears                                                    | 2016 |
| F*ck!                       |                       | Bassjackers                                                                      | 2016 |
| Go!                         |                       | Wolfpack, Avacanda                                                               | 2016 |
| The Hills                   |                       | The Weeknd                                                                       | 2016 |
| Lean On                     |                       | Major Lazer, DJ Snake, MØ                                                        | 2016 |
| Hey Baby                    |                       | Dimitri Vegas & Like Mike, Diplo, Deb's Daughter                                 | 2016 |
| What Is Love 2016           |                       | Lost Frenquencies                                                                | 2017 |
| All Aboard                  |                       | Bassjackers, D'Angello & Francis                                                 | 2017 |
| Something Just Like This    |                       | The Chainsmokers, Coldplay                                                       | 2017 |
| Renegade Master             |                       | M.A.D. M.A.C., Jamis                                                             | 2017 |
| I Believe I'm Fine          |                       | Robin Schulz, HUGEL                                                              | 2017 |
| He's Pirate!                | Hans Zimmer           | Hans Zimmer                                                                      | 2017 |
| The House Of House          | Vini Vici             | Cherrymoon Trax                                                                  | 2018 |
| When I Grow Up              | Hiddn                 | Dimitri Vegas & Like Mike, Wiz Khalifa                                           | 2018 |
| Selfish                     | Brennan Heart         | Dimitri Vegas & Like Mike, Era Istrefi                                           | 2019 |
| Selfish                     |                       | Dimitri Vegas & Like Mike, Era Istrefi                                           | 2019 |
| Sound Of Synergy            |                       | Esso                                                                             | 2019 |
| B.F.A. (Best Friend's Ass)  |                       | Dimitri Vegas & Like Mike, Paris Hilton                                          | 2019 |
| Instagram                   | Trobi                 | Dimitiri Vegas & Like Mike, David Guetta, Daddy Yankee, Natti Natasha, Afro Bros | 2019 |
| Narcotic                    | Ummet Ozcan           | YouNotUs, Janieck                                                                | 2019 |
| Carnival                    |                       | Wolfpack, Mattn, Timmy Trumpet, DJ X-Tof                                         | 2019 |
| Girlz Wanna Have Fun        |                       | Mattn, Stavros Martina, Kevin D                                                  | 2020 |
| Ride It!                    | Quintino              | Regard                                                                           | 2020 |
| Kalinka                     |                       | Timmy Trumpet, Wolfpack, Jaxx & Vega, R3spawn                                    | 2020 |
| All This Lovin'             |                       | Vlade Kay, DJ Snake                                                              | 2020 |
| Candyman                    | W&W, Ummet Ozcan      | Da Boy Tommy, Da Rick                                                            | 2020 |
| Hwaa                        |                       | G(I-Dle)                                                                         | 2021 |

### Pouze Dimitri Vegas

#### Skladby
| Skladba        | Další umělci | Rok  |
| -------------- | ------------ | ---- |
| Pull Me Closer |              | 2021 |

#### Remixy
| Skladba                    | Spoluautoři remixu | Původní autoři                               | Rok  |
| -------------------------- | ------------------ | -------------------------------------------- | ---- |
| B.F.A. (Best Friend's Ass) | Ariel Wromen       | Dimitri Vegas & Like Mike, Paris Hilton      | 2019 |
| Mortal Kompat Anthem       | 2WEI               | Dimitri Vegas & Like Mike, 2WEI, Bassjackers | 2019 |
| Ayo Technology             |                    | Dino Warriors, Julian Peretta                | 2021 |

### Pouze Like Mike

#### Skladby
| Skladba             | Další umělci  | Rok  |
| ------------------- | ------------- | ---- |
| Es Vedra            |               | 2010 |
| Memories            |               | 2018 |
| Rewind              |               | 2018 |
| Back 2 U            |               | 2018 |
| Paralyzed           | Ricky Hill    | 2019 |
| A.M.                |               | 2019 |
| Best Friend         | Bhavi         | 2019 |
| Lies                |               | 2019 |
| Stuck In The Melody |               | 2019 |
| Sinner              |               | 2019 |
| High Off Love       | Angemi        | 2020 |
| Put Your Lips       |               | 2020 |
| Pineapple           |               | 2020 |
| I Lose Me           | Layton Greene | 2020 |
| Best For You        |               | 2020 |

#### Remixy
Like Mike zatím sám žádné remixy nesložil.

### 3 Are Legends

#### Skladby
| Skladba        | Další umělci                               | Rok  |
| -------------- | ------------------------------------------ | ---- |
| Khaleesi       | W&W                                        | 2019 |
| Raver Dome     | Justin Prime, Sandro SIlva                 | 2020 |
| Deck The Halls | Toneshifterz, Brennan Heart, Timmy Trumpet | 2020 |

#### Remixy
| Skladba       | Spoluautoři remixu | Původní autoří                 | Rok  |
| ------------- | ------------------ | ------------------------------ | ---- |
| Crowd Control |                    | Dimitri Vegas & Like Mike, W&W | 2018 |